# Ceres (bryggeri)

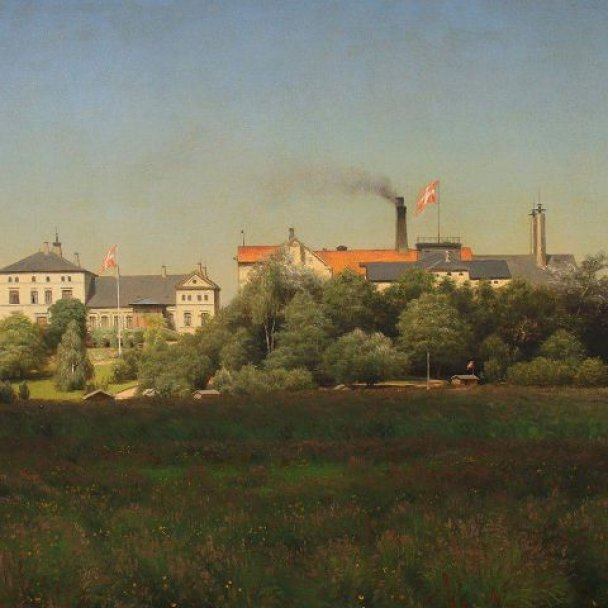
Ceres bryggeri 1893. Målning av Andreas Fritz.

Ceres var ett av Danmarks större lokala bryggerier. Bryggeriet, som grundades 1856, låg i Århus på Jylland fram till 2008. Det var stadens sjunde bryggeri och tog sitt namn efter den romerska gudinnan Ceres.
Trots nedläggningen har märket "Ceres" aldrig varit i fara. Produktionen har sammanslagits med Faxe- och Albani-bryggerierna. Ett bostadsområde, den så kallade Ceresbyen, har byggts på den gamla bryggeritomten.
Ett av bryggeriets ölsorter, Ceres Dortmünder var fram till 1988 den starkaste ölsorten som producerades i Danmark, ölet har en alkoholstyrka på 7,8 volymprocent och är mellanmörkt med viss liten sötma. Till exempel Tuborg Fine Festival hade 7,5 volymprocent och det välkända Carlsberg Elephant 7,2 volymprocent. Och det för en del unga svenskar så (ö)kända Dynamitölet låg också "bara" på 7,5 volymprocent. År 1989 "krossade" dock Wiibroe från Helsingör alla motståndare med sitt årgångsöl som premiäråret låg på 8,9 volymprocent, men som 2012 var uppe i hela 10,6 volymprocent. 
Mer sålda sorter är dock Ceres Royal Pilsner och Ceres Royal Export.